# 구개음화
구개음화(口蓋音化)는 경구개음이 아닌 자음이 경구개음으로 변하는 현상이다. 즉 자음의 조음점이 경구개와 가까워지는 현상을 뜻한다. 

## 한국어의 구개음화
한국어에서 구개음화는 닿소리 뒤에 홀소리 ㅣ(/i/) 또는 ㅑ, ㅕ, ㅛ, ㅠ, ㅖ, ㅒ 등 /j/로 시작하는 이중모음이 올 때에 주로 발생한다.
| 본디 닿소리           | 바뀌는 닿소리  |
| --------------------- | -------------- |
| ㄴ([n])               | ㄴ[n̠ʲ/ɲ̟]       |
| ㄷ([d])(음절 말)      | ㅈ([ʥ])        |
| ㄷ([t], [d])(음절 초) | ㄷ(t̠ʲ/c̟, d̠ʲ/ɟ̟) |
| ㅌ([tʰ], 음절 말)     | ㅊ([ʨʰ])       |
| ㅌ([tʰ], 음절 초)     | ㅌ([t̠ʲʰ/c̟ʰ])   |
| ㄸ([t˭], 음절 초)     | ㄸ([t̠ʲ˭/c̟˭])   |
| ㄹㄹ([ll])            | ㄹㄹ([ʎʎ]]     |
| ㅅ([s])               | ㅅ([ɕ])        |
| ㅆ([s˭])              | ㅆ([ɕ˭])       |
| ㅎ([h])               | ㅎ/ㅅ([ç])     |

### 개요

#### ㄷ, ㅌ, ㄸ 구개음화
음절 말과 음절 초로 나누어 볼 수 있다.
- 음절 말 구개음화는 ㄷ과 ㅌ에서만 일어나며 음절말 ㄷ과 ㅌ 뒤에  /i, j/가 오면 각각 ㅈ, ㅊ으로 발음한다(예: 굳이-/구지/, 같이-/가치/). 음절 말 ㄷ과 /i, j/ 사이에 ㅎ이 올 때도 때도 같은 현상이 일어난다(예: 갇히다-/가치다/).
- 음절 초 구개음화는 첫소리 ㄷ, ㅌ, ㄸ이 /i, j/ 앞에 오면 치경구개음으로 나지만(예: 티끌, 반디) ㅈ/ㅊ/ㅉ으로 바뀌지는 않는다.

#### 다른 자음의 구개음화
- ㄴ 구개음화는 ㄴ이 /i, j/ 앞에서 n̠ʲ/ɲ̟으로 발음되는 현상이다. (예: 저녁, 윗니)
- ㅅ 구개음화는 ㅅ, ㅆ이 /i, j/ 앞에서 ɕ로 발음되는 현상이다. (예: 실[絲], 씨[種])
- ㅎ 구개음화는 ㅎ이 /i, j/ 앞에서 ç으로 발음되는 현상이다. (예: 힘, 혀) 가끔 이 '힘'이 복합어에서는 ㅅ으로 바뀌기도 한다. (예: 팔심)
- ㄹ 구개음화는 서울 방언에서 /i, j/ 및 치경구개 자음의 변이음 앞의 ㄹ에서 ʎ로 발음되는 현상이다. (예: 물난리)

### 역사
조선 중기에 언어 전반적인 구개음화가 일어났는데, /ㄷ/와 /ㅌ/가 /i/나 /j/ 앞에서 /ㅈ/와 /ㅊ/로 소리나게 된 것이다. 그 시기는 여러 가지 문헌으로 볼 때 17세기에서 18세기로 넘어가는 시점인 것으로 보인다. 그 때에도 관서 지방에서는 그러한 구개음화가 일어나지 않은 것을 시사하는 기록이 있지만, 문화어는 이 구개음화를 반영한다.
뎨 가ᄂᆞᆫ 뎌 각시 본 듯도 ᄒᆞᆫ뎌이고
저기 가는 저 각시 본 듯도 하구나— 송강가사(1747)-속미인곡

됴ᄒᆞᆫ ᄡᅵ 심거든 됴ᄒᆞᆫ 여름 여루미
좋은 씨 심거든 좋은 열매 열리니— 월인석보(1459)

나모 플ᄀᆞ티 아로미 업고 ᄆᆞᅀᆞᄆᆞᆫ 섭섭ᄒᆞ야 眞實티 몯거니와
나무와 풀같이 앎이 없고 마음은 섭섭하여 진실치 못하거니와— 월인석보(1459)

하지만 철자 관습은 20세기 초까지 그대로 남았는데, 예를 들어 /조/ · /치/ 등은 관습적으로 ‘됴’ · ‘티’로 써 왔다. 이를 1933년 한글 맞춤법 통일안에서 소리나는 대로 ‘조’ · ‘치’로 밝혀적도록 하였지만, 관습적으로 쓰였던 예전 표기법은 1970년대까지 사라지지 않았다. 한편 구개음화해서 발음하는 것을 피하기 위해 의도적으로 ㅢ를 쓰는 경우도 있었는데, ‘잔듸’, ‘늬우스’ 등이 그런 표기이다. 이는 오늘날의 ‘무늬’, ‘씌우다’, ‘희다’ 등의 표기에 남아 있다.

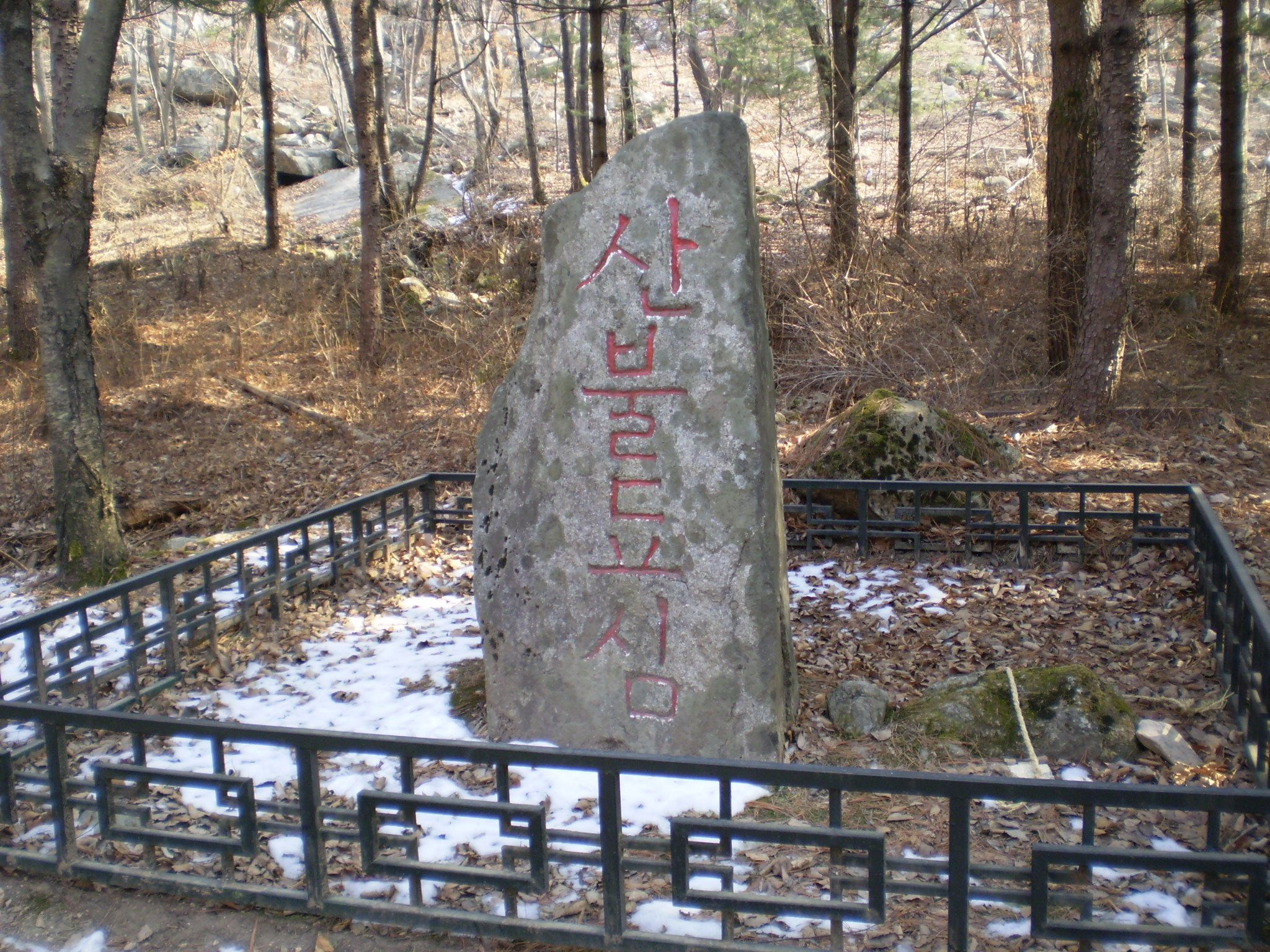
문경새재에 있는 ‘산불됴심’ 비. ‘됴’는 구개음화시켜서 /조/로 읽어야 한다.
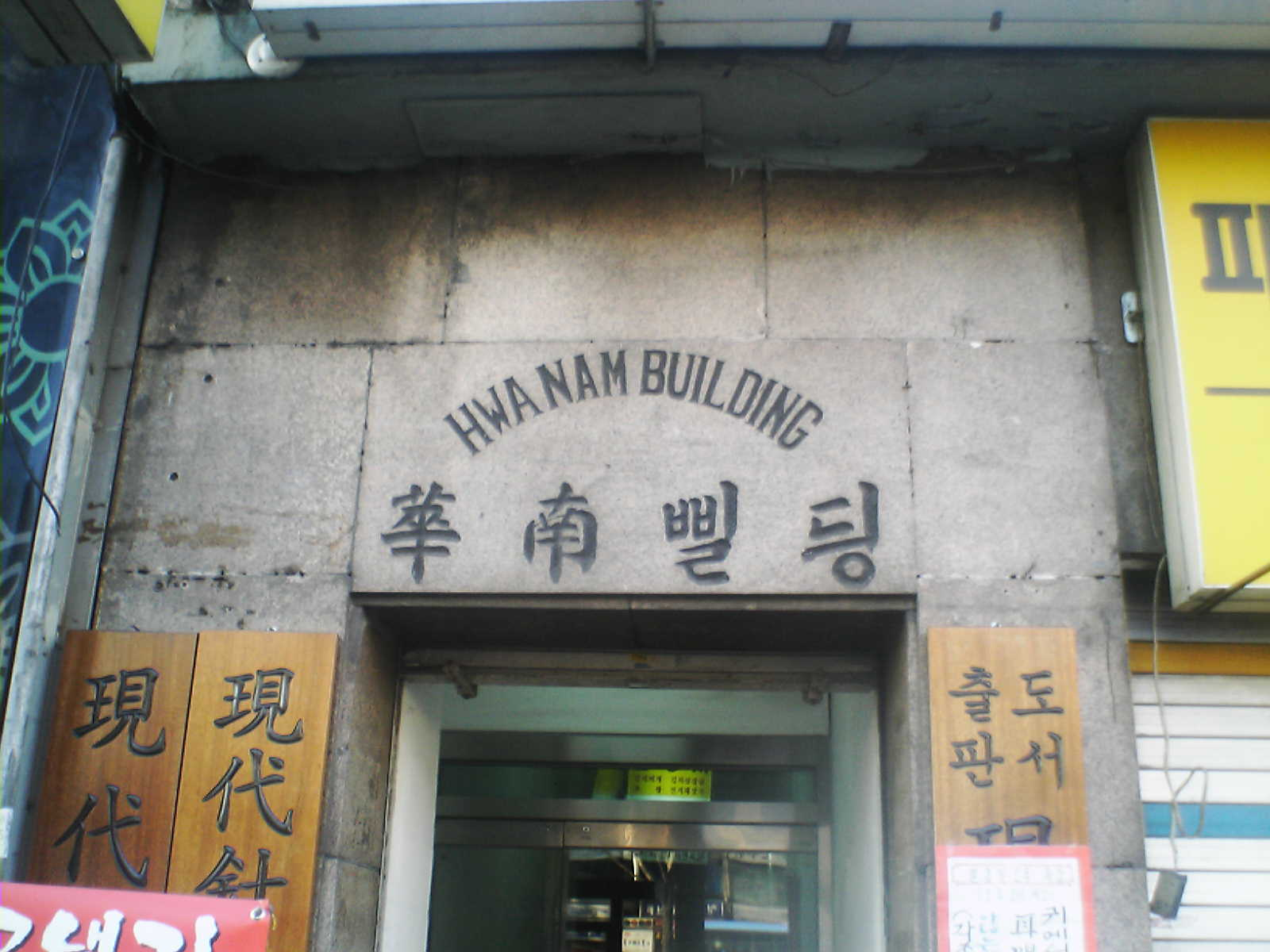
‘화남삘딍’. ‘딍’은 ‘딩’을 구개음화시켜서 /징/으로 읽는 것을 방지하기 위한 표기 방식이었다.

## 다른 언어에서의 구개음화
구개음화는 한국어에서만 볼 수 있는 음운 현상이 아니다. 다른 많은 언어에서도 구개음화 현상을 찾을 수 있다.
고대 영어에서 [sk]는 대부분 [ʃ]로 변화한 적이 있다. Shirt의 옛 철자는 <scyrt>였는데, 이 철자를 보면 음운변화가 완료된 후 유입된 외래어인 skirt는 shirt와 동일한 어원을 지님을 알 수 있다.
러시아어에서 Д와 Т는 Е, Ё, И, Ю, Я의 앞에 올 때 구개음화된다. 실제로 발음해 보면, 발음을 편하게 하기 위해 자연스럽게 혀가 올라감을 느낄 수 있다.
일본어의 た행의 ち(tshi)와 つ(tsu)는 た행의 다른 글자의 た、て、と에 가까운 발음 방식의 파열음 /tʲi̞/ 및 /tu/로 발음되었으나, 중세 일본어 이래 현재의 발음으로 변화했다. 한편,  탁음(濁音)인 ぢ와 づ 역시 각각 /dʑi/ 와 /dzu/바뀌었다.(づ는 에도 시대에 이르러 ず(/zu/)와 구별이 없어진다) 한편, 현대 일본어에서는 외래어의 차용어를 통해 /ti/, /di/ 음가의 발음이 부활하였으며, 이를 표기하기 위해 ティ와 ディ를 사용하는 경우가 많다.
라틴어에서는 [ke]와 [ki]였던 발음이 이탈리아어와 루마니아어에서는 [tʃe], [tʃi]로 발음되는 경우가 있는데, 이탈리아어와 루마니아어에서는 그래서 [tʃe] 발음을 < ce >로 표기하는 한편 [ke]/[ki] 발음은 구개음화가 일어나지 않는다는 표시로 < h >를 덧붙여 < che >/< chi >로 적는다.
서양의 일부 언어에서는 비슷한 음가인 [ɪ], [ʏ]로 구개음화 현상을 피한다. 구개음화가 발현되기 위해서는 전설 모음, 그 중에서도 고모음인 [i], [y], [j], [ɥ]이 필요하기 때문이다.
브라질 포르투갈어에서는 /d/와 /t/가 /i, ĩ/ 앞에서 [dʒ]와 [tʃ]로 소리나는데, 이는 별도의 음운을 차지하지는 않는 이음이다.
폴란드어에서 D와 T는 I앞에 올 때 아예 DŹ와 Ć로 소리난다.

## 표기
국제 음성 기호에서는 구개음화가 된 자음 뒤에 [ʲ]를 붙인다.
치경구개음은 치경음, 후치경음의 구개음화 음가가 별도의 음가로 분리된 것이다.

## 같이 보기
- 조음 방법
- 타타르어
- 속라틴어
- Ь

## 참고 문헌
- 이기문, 《국어음운학연구(國語音韻史硏究)》, 한국문화연구소, 1973.